# Пехлеви, Фатиме
Фатиме Пехлеви (перс. فاطمه پهلوی‎; 30 октября 1928 — 2 июня 1987) — член иранской шахской династии Пехлеви. Дочь шаха Ирана Резы Пехлеви и сводная сестра шаха Ирана Мохаммеда Резы Пехлеви.

## Ранняя биография и образование
Родилась в Тегеране 30 октября 1928 года в семье шаха Ирана Резы Пехлеви и его четвёртой и последней жены Эсмет Довлатшахи. Её мать была из шахской династии Каджаров и вышла замуж за Резу Пехлеви в 1923 году. У супругов помимо Фатиме было ещё три сына: Абдул Реза Пехлеви, Махмуд Реза Пехлеви и Хамид Реза Пехлеви. 
Фатиме вместе со своими родителями и братьями жила в Мраморном дворце в Тегеране. Она посещала школу для девочек Анушираван Дадгар в Тегеране.

## Деятельность

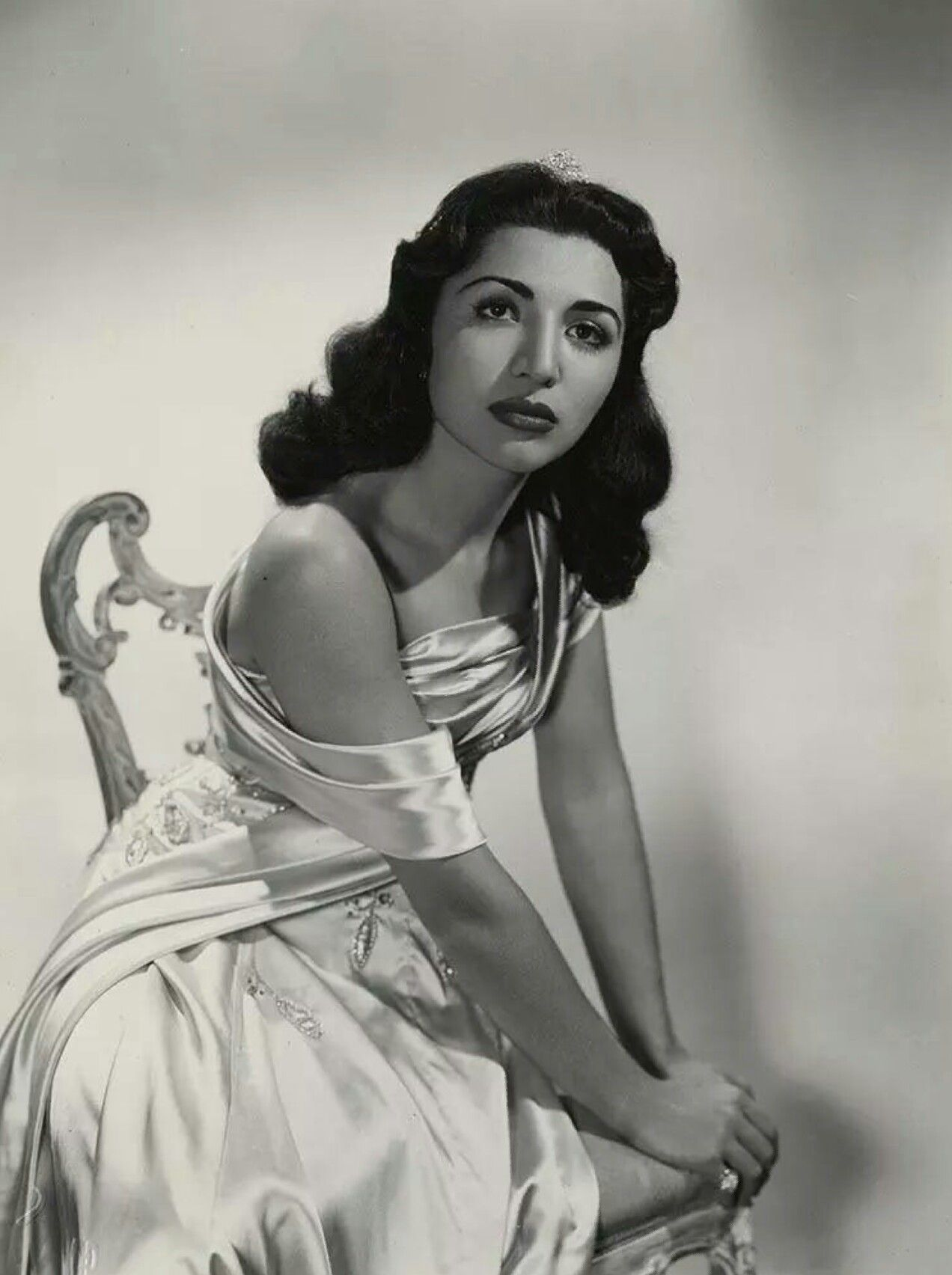
Принцесса Фатиме в молодости.

Во время правления своего сводного брата Мохаммеда Резы Пехлеви Фатиме владела боулинг-клубом и занималась бизнесом, имея доли в фирмах, занимающихся строительством, производством растительного масла и машиностроением. Её состояние в этот период было около 500 миллионов долларов, которое было результатом "комиссионных", получаемых от военных контрактов её второго мужа Хатами. Пахлави также участвовала в деятельности, касающейся высшего образования в Иране.

## Личная жизнь
Дважды выходила замуж. Первым её мужем был Винсент Ли Хилльер (1924-7 июля 1999), гражданская свадебная церемония прошла в Чивитавеккье, в Италии, 13 апреля 1950 года Хилльер перешел в Ислам.. 10 мая того же года состоялась и религиозная церемония в посольстве Ирана в Париже. Хилльер был другом её брата Абдулы Резы Пехлеви Будущие супруги познакомились в Иране во время посещения Хилльером этой страны. Брак не был полностью одобрен шахом Мохаммедом Резой, вероятно, из-за негативного отношения в самом Иране. У супругов было трое детей: двое сыновей  Кайван и Дариуш, и одна дочь Рана, которая скончалась в результате случайного падения в младенчестве в 1954 году. Хилльер и Фатиме развелись в сентябре 1959 года.
Вскоре после своего развода вышла замуж за Мохаммада Амира Хатами, командующего Военно-воздушными силами Ирана, 22 ноября 1959 года. Шах и его тогдашняя невеста Фарах присутствовали на свадебной церемонии.
У них было двое сыновей Камбиз (род. 1961) и Рамин (род. 1967) и дочь Пари (род. 1962). Фатиме покинула страну перед Исламской революцией 1979 года, проведя последние годы жизни в Лондоне.
Во время правления шаха она носила Солнечную диадему и была первым и единственным известным человеком, который носил её.

## Смерть
Умерла 2 июня 1987 года в Лондоне, в возрасте 58 лет. У неё осталось четверо сыновей.

## Награды
- Большая звезда второго класса ордена Плеяд[9].
- Большой орден «За заслуги перед Федеративной Республикой Германия» (21 октября 1965)[9].